# Fornit
Fornit – jeden z pierwszych polskich zespołów punkrockowych działający w latach 1978-1980.

## Historia
Fornit założył w 1978 roku w Warszawie szesnastoletni wówczas Paweł „Kelner” Rozwadowski. W zespole znaleźli się wkrótce: perkusista Dariusz „Misiek” Gierszewski (który po raz pierwszy zagrał na perkusji na próbie zespołu) oraz gitarzysta Wojtek „Jasiu” Pietrasik (który miał bardzo małe doświadczenie z grą na gitarze). Pierwszy koncert odbył się w liceum na Wilanowie, do którego uczęszczał „Kelner”. Na debiutanckim koncercie „Misiek” został zastąpiony innym perkusistą.
Zespół w 1980 wziął udział w „I Ogólnopolskim Festiwalu Nowej Fali”, który odbył się w Kołobrzegu. W Fornicie zaczynał również karierę muzyczną perkusista Dariusz Gierszewski (później Kult i Daab). Zasłynął piosenką „Lepsza kiła od IŁ-a”, będącą komentarzem na temat samolotów radzieckiej produkcji (piosenka powstała zainspirowana katastrofą lotniczą na Okęciu samolotu IŁ-62 w 1980, w której zginęła m.in. Anna Jantar). Utwór „Lepsza kiła od IŁ-a” był parafrazą do przeboju Anny Jantar „Nic nie może wiecznie trwać”. W wyniku zaśpiewania tej piosenki Fornit dostał ogólnopolski zakaz występów i wkrótce potem zakończył działalność. Fornit został jednym z pierwszych polskich zespołów muzycznych, która otrzymała zakaz działalności na terenie państwa.
Zespół nie pozostawił po sobie żadnych oficjalnych nagrań (utwór Fornitu pt. „Jesteś sobą”, obok nagrań zespołów: Kryzys, KSU, Nocne Szczury, Tilt i Kanał były dostępne na kasetach magnetofonowych zawierających nagrania z festiwalu w Kołobrzegu).
„Kelner” wkrótce stworzył zespół No Price, w którym znalazł się perkusista Kamil Stoor. Wkrótce potem powstał zespół Deuter.

## Muzycy
- Paweł „Kelner” Rozwadowski – wokal
- Wojtek „Jasiu” Pietrasik – gitara
- Dariusz „Misiek” Gierszewski – perkusja